# Жура (департамент)
Жура́ (фр. Jura) — департамент на сході Франції, на кордоні зі Швейцарією. Один з департаментів регіону Бургундія-Франш-Конте. Порядковий номер 39.
Адміністративний центр — Лонс-ле-Соньє. Населення — 251 тис. осіб (79-е місце серед департаментів за даними 1999 р.).

## Історія
Жура — один з перших департаментів, утворених під час Великої французької революції в березні 1790 р.[джерело?] Його утворено на території колишньої провінції Франш-Конте. Назва походить від гірської системи Юра. На честь депратаменту названо астероїд 5778 Юрафранс, відкритий 1989 року.

## Географія
Площа території 4999 км². Департамент включає 3 округи, 34 кантони і 545 комун.

## Клімат
Клімат дуже залежить від висоти місцевості. Рівнинні території мають приємний помірний клімат, характерний для цієї частини Західної Європи, проте в горах трапляються суворі холодні зими (зокрема, в Жура зафіксовано температурний рекорд Франції — мінус 47 °C).

## Економіка
Жура — регіон виноробства, деревообробки. Вина Жури мають помітні визначні властивості. Такі сорти винограду як Труссо, Саванян, Пульсар притаманні здебільшого цьому регіонові.

## Туризм
Гори Юра приваблюють любителів пішого туризму, лижного спорту та інших зимових видів спорту.